# Santa Engracia (Pirineos Atlánticos)

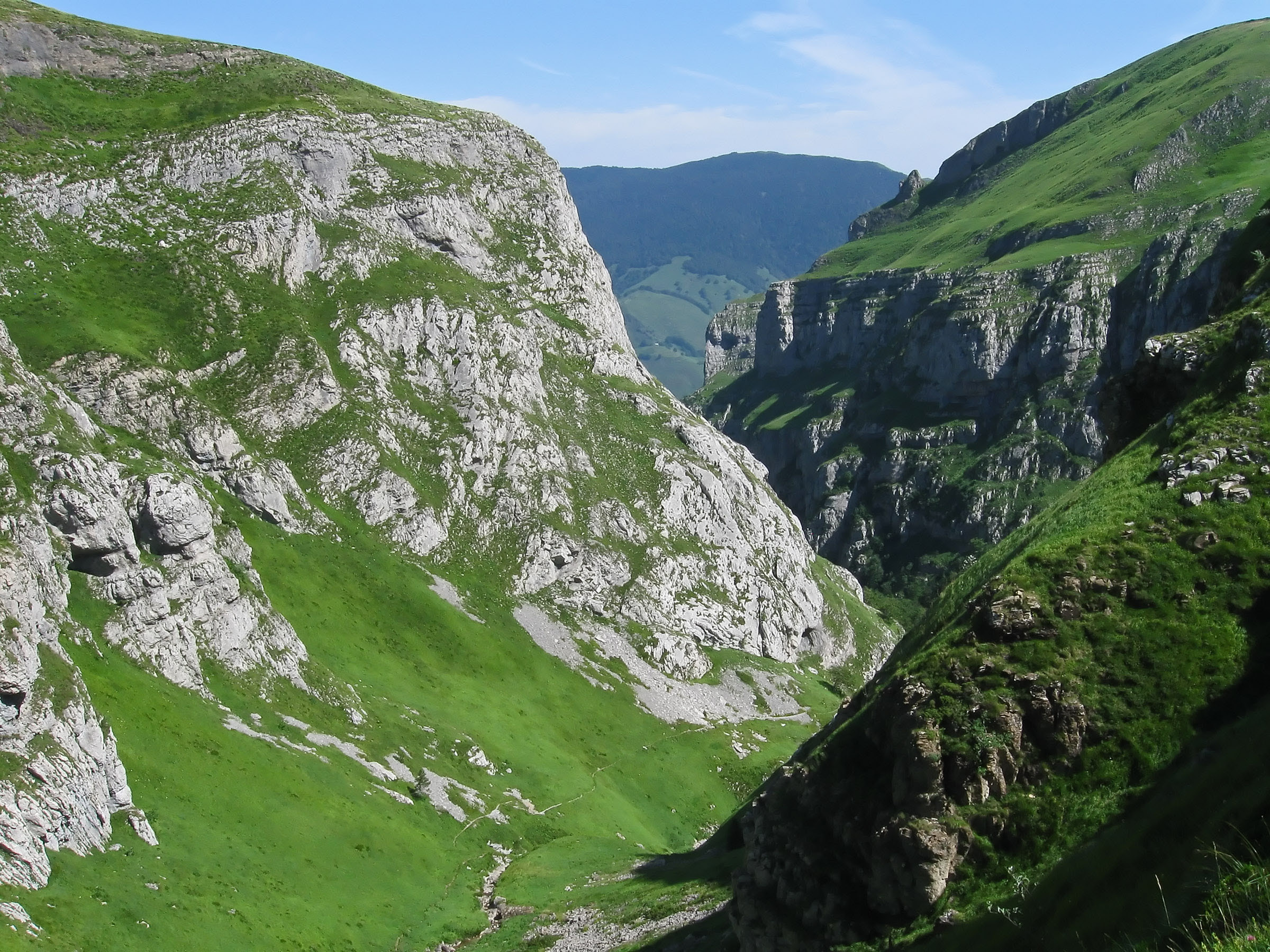
Gargantas de Ehujarré

Santa Engracia (en euskera: Urdatx, Urdaite o Santa Grazi; en francés: Sainte-Engrâce) es una comuna francesa situada en el departamento de los Pirineos Atlánticos, en la región de Nueva Aquitania.

## Geografía
La comuna está ubicada en la zona norte de los Pirineos, en el valle del río Uhaitza. Se compone de dos aldeas: Caserne y Bourg, ambas sobre la carretera departamental 113. El ayuntamiento y la escuela se encuentran en la aldea de La Caserne, y la iglesia en el burgo, a 5 km de distancia.
Santa Engracia se sitúa sobre el itinerario GR 10, que recorre los Pirineos desde el Mediterráneo hasta el Atlántico a lo largo de 870 km. Existen varios senderos balizados que conducen al bosque de Irati, al cañón de Ehujarré y a la goz de Kakueta.
En el término municipal existe una central hidroeléctrica.

## Historia
Llamada oficialmente Urdatx hasta 1476, la historia de Santa Engracia está estrechamente ligada a la de su iglesia, único resto visible de una colegiata que tuvo gran importancia durante la Edad Media por ser etapa del Camino de Santiago.
El origen de la iglesia se pierde en la bruma de la leyenda. Santa Engracia sería una cristiana capturada en Zaragoza en 303 cuando se preparaba a cruzar los Pirineos para unirse a su prometido, un duque de Narbona. Martirizada en la capital aragonesa, un ladrón habría robado su brazo para enterrarlo bajo un roble en las cercanías de Urdax. Como en muchos otros mitos fundacionales, esta reliquia habría sido descubierta después milagrosamente por un buey, motivando la fundación de la iglesia. Una curiosidad es que el roble era considerado un árbol sagrado por muchos pueblos de la Antigüedad, lo cual podría indicar que la iglesia se construyó sobre un lugar sagrado precristiano.
La más antigua referencia nos indica que bajo el obispo Odón de Benac (1083 - 1101) existía en Urdaitx una colegiata de 12 canónigos. En 1085 el rey de Aragón Sancho Ramírez se apoderó de la región y puso la colegiata bajo control del monasterio benedictino de Leyre en Navarra.
A mediados del siglo XII la Colegiata de Santa Engracia estaba en su apogeo. Junto a la iglesia se extendía un hospital que acogía a los peregrinos de Santiago. También se convirtió en lugar de romería para las parroquias de Sola. La visitaron príncipes de Navarra, Aragón y Béarn.
Los vaivenes políticos de esta zona de los Pirineos fueron provocando la decadencia de la Colegiata. En el siglo XIV fueron los conflictos entre los reyes de Inglaterra y de Francia (Guerra de los Cien Años), en el XV los enfrentamientos entre franceses y castellano-aragoneses por el control de Navarra, en el XVI las Guerras de Religión que asolaron todo el reino de Francia. La reliquia de la santa desapareció, las peregrinaciones a Santiago prácticamente cesaron, el hospital se derrumbó. Con la Revolución la Colegiata fue confiscada por el Estado y vendida. Sólo quedaba la iglesia.
En 1841 la iglesia fue clasificada como monumento histórico de Francia. Se inició su restauración en 1983.

## Patrimonio: La iglesia de Santa Engracia

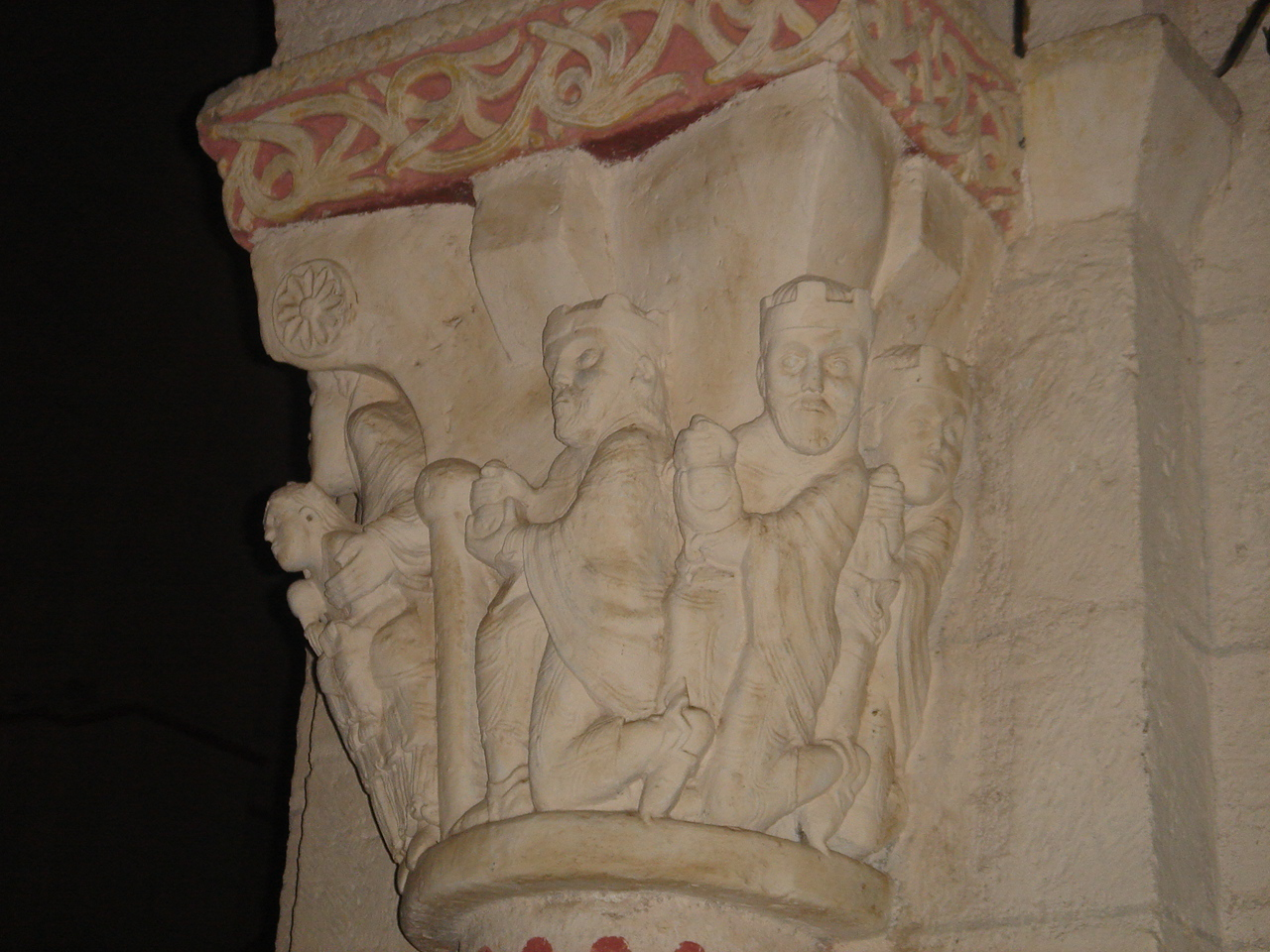
Capitel historiado

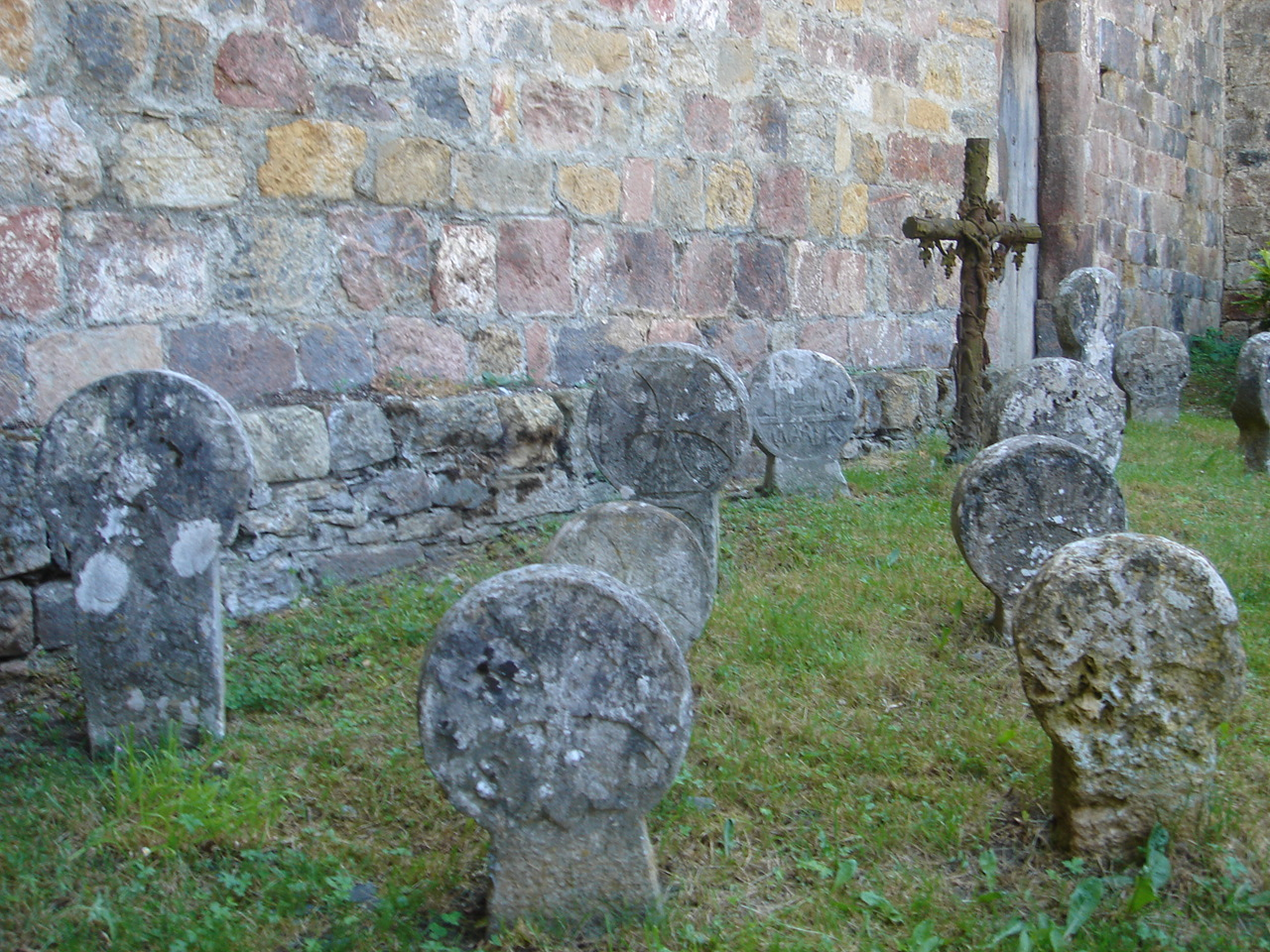
Estelas discoidales

Edificio románico del siglo XI. Planta rectangular, dividido en tres naves, con la central más ancha que el resto. Cada nave termina en un ábside semicircular. Torre de campanario cuadrada.
Son destacables el portal y los 12 capiteles historiados que adornan el interior de la nave. No es seguro que la posición actual de cada capitel sea la original, debido a las restauraciones sucesivas. Lista de motivos de los capiteles:
- Centauros lanzando flechas
- Servidores tocando la trompa de caza
- Nacimiento de Jesús
- Las tres mujeres ante el sepulcro vacío
- Cristianos devorados por los leones (1)
- Cristianos devorados por los leones (2)
- Escena de música y baile (1)
- Escena de música y baile (2)
- Salomón recibe a la reina de Saba
- Animales diversos, el sentido de la composición no nos es conocido
- Los Reyes Magos camino a Belén
- Adoración de los Reyes Magos (ver foto)

En el exterior de la iglesia se extiende el cementerio del pueblo, en el que se pueden observar las estelas discoidales típicas del País Vasco.

## Demografía
| Gráfica de evolución demográfica de Sainte-Engrâce entre 1800 y 2021 |
|                                                                      |

Fuentes: Ldh/EHESS/Cassini e INSEE